# Sierp i młot

Symbol sierpa i młota

Sierp i młot – symbol komunistyczny, spopularyzowany po rewolucji październikowej. Przyjmowały go do swoich emblematów partie komunistyczne na całym świecie, pojawiał się też on w różnych postaciach na flagach różnych państw.

## Symbolika
Znak ten symbolizował ideę dyktatury proletariatu, czyli tzw. „ludowładztwa” – robotników (młot) i chłopów (sierp). W innych krajach w herbach dodawano m.in.: cyrkiel, symbolizujący rolę inteligencji pracującej (NRD), maczetę (w krajach afrykańskich, w których sierp nie był używany, np. Angola), czy karabin Kałasznikowa, symbolizujący walkę o wolność i niepodległość (Mozambik).
Motyw graficzny „sierpa i młota” wraz z dodatkiem skrzydeł jest elementem logo linii lotniczych Aerofłot. W Moskwie nazwę „Sierp i młot” nosi w dalszym ciągu duży zakład metalurgiczny w centrum miasta i położony koło niej przystanek kolejowy, a także klub sportowy w tym samym mieście.

## Unicode
W Unicode symbol sierpa i młota znajduje się pod kombinacją U+262D (☭).

## Galeria

Sierp i młot na fladze ZSRR
Logo Komunistycznej Partii Chin
Motyw cyrkla i młota w godle NRD
Kłos zboża i młot w godle komunistycznych Węgier
Logo Komunistycznej Partii Federacji Rosyjskiej
Flaga dawnej Mołdawskiej SRR, obecnie flaga de facto niepodległej Republiki Naddniestrzańskiej
Sierp i młot w herbie Austrii
Logo Aerofłotu